# Xã Spring Arbor, Michigan
Xã Spring Arbor (tiếng Anh: Spring Arbor Township) là một xã thuộc quận Jackson, tiểu bang Michigan, Hoa Kỳ. Năm 2010, dân số của xã này là 8.267 người.